# Sizilienexpedition
Sybota – Potidaia – Spartolos – Stratos – Naupaktos – Plataiai – Olpai – Tanagra – Pylos – Sphakteria – Korinth – Megara – Delion – Amphipolis – Mantineia – Melos – Syrakus – Milet – Syme – Eretria – Kynossema – Abydos – Kyzikos – Ephesos – Chalkedon – Byzanz – Andros – Notion – Mytilene  – Arginusen – Aigospotamoi
Die Sizilienexpedition der Athener 415 bis 413 v. Chr. war eine vorübergehende Ausweitung des Peloponnesischen Krieges (431 bis 404 v. Chr.) nach Sizilien. Die Belagerung von Syrakus durch eine athenische Streitmacht blieb vergeblich. Sie endete mit einer vernichtenden Niederlage Athens – ein tragischer Höhepunkt des Krieges, der für Athen den Anfang vom Ende bedeutete.
Wichtigste Quelle für das Ereignis ist das Geschichtswerk des griechischen Historikers Thukydides (VI. und VII. Buch). Des Weiteren sei auf Diodor und Plutarch sowie – als soziokulturelle Quellen – auf die Theaterstücke Die Vögel von Aristophanes und Die Troerinnen von Euripides hingewiesen.
Thukydides, der ein Zeitzeuge der Expedition war, fasste ihre Bedeutung mit den folgenden Worten zusammen:
Man kann wohl sagen, dass dies Ereignis von allen in diesem Kriege das bedeutendste war, meines Erachtens sogar von allen, die wir aus der Überlieferung der Hellenen kennen, für die Sieger der größte Ruhm, für die Untergegangenen das größte Unglück: auf der ganzen Linie besiegt und unter Leiden, von denen keines etwa klein war, hatten sie in buchstäblicher Vernichtung Fußvolk und Schiffe und überhaupt alles verloren, und nur wenige von so vielen kehrten nach Hause zurück. (Buch VII, Kap. 87, übersetzt von G. P. Landmann)

## Vorgeschichte

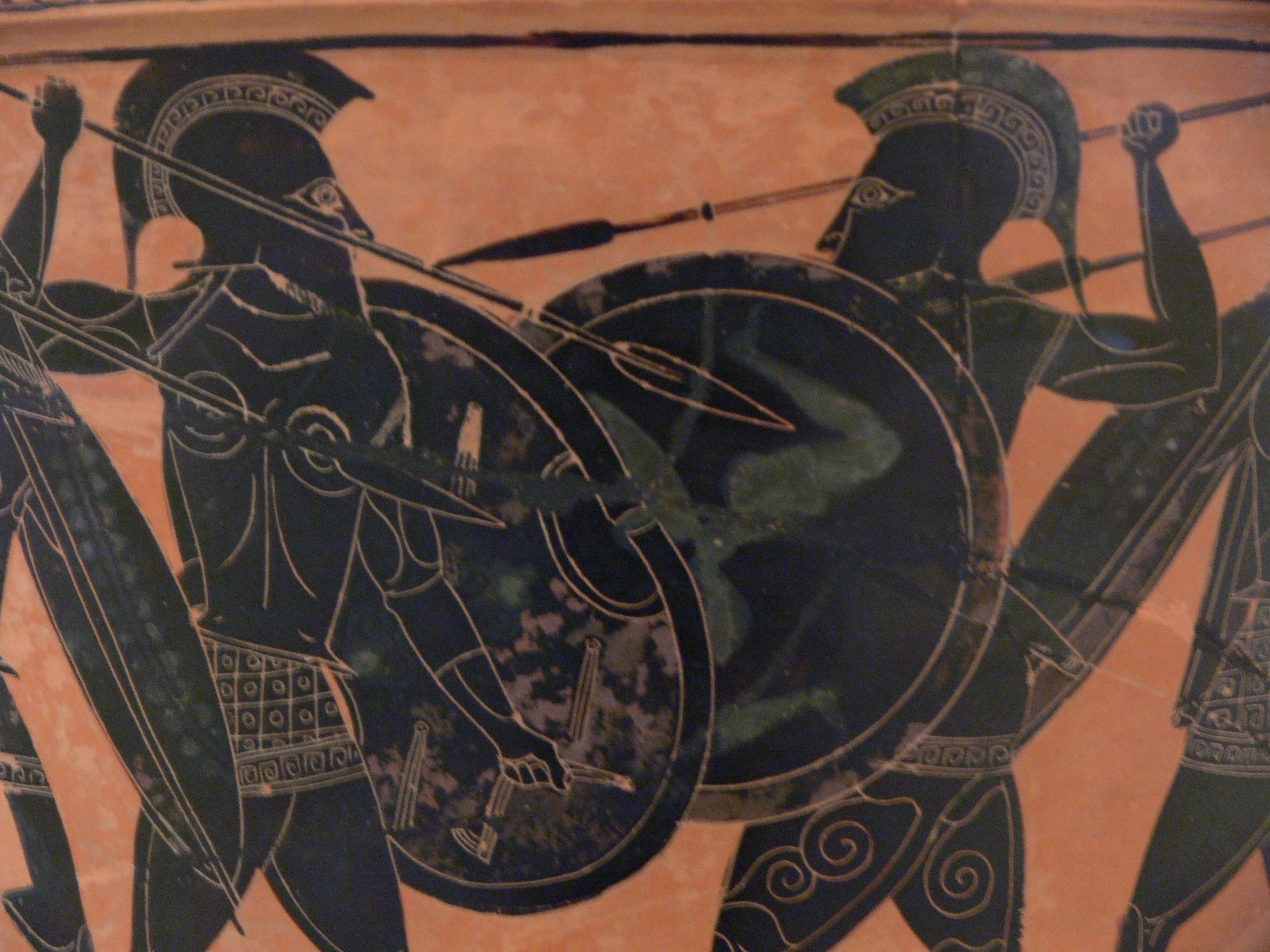
Hoplitenkampf (rechts mit sizilischem Schild)

Im Jahr 416 v. Chr. ging der Nikiasfrieden, der den Peloponnesischen Krieg zwischen Athen und Sparta vorerst unterbrochen hatte, in sein fünftes Jahr. In Athen gab es jedoch Kräfte, die den Frieden von Anfang an abgelehnt hatten. Unter diesen spielte der ehrgeizige und charismatische Staatsmann Alkibiades eine ausschlaggebende Rolle. Hier bot sich nun eine Möglichkeit, diese Ambitionen zu verwirklichen, denn im Herbst 416 v. Chr. baten Gesandte der sizilischen Stadt Segesta Athen um Beistand im Konflikt mit Syrakus. Sie argumentierten, dass das mächtige Syrakus, wenn es erst ganz Sizilien beherrsche, bald Sparta, seinem dorischen Verwandten auf der Peloponnes, zu Hilfe kommen und gegen Athen in den Krieg ziehen würde. Ein Eingreifen Athens sei also ein Präventivkrieg. Außerdem versprachen sie die Finanzierung der Kriegskosten; Geld stehe reichlich zur Verfügung.
Athen schickte eine Gesandtschaft nach Segesta, um sich vom Vorhandensein des Geldes zu überzeugen. Diese wurde hinters Licht geführt: Die Segestaer liehen sich von Nachbarstädten Schmuck und Geschirr und präsentierten dies bei allen Bewirtungen der Gesandten, die so Abend für Abend Gold und Silber im Überfluss vorfanden, ohne zu ahnen, dass es sich stets um dasselbe Geschirr handelte. Als die Gesandten im Frühjahr 415 v. Chr. nach Athen zurückkehrten, berichteten sie folglich vom Reichtum Segestas.
Daraufhin wurde die Volksversammlung einberufen. Der Politiker und Heerführer (Strategos) Nikias warnte vor dem geplanten Feldzug, da man bereits genug Feinde habe und Sizilien groß und zu weit entfernt sei; das Risiko sei daher nicht kalkulierbar. Alkibiades, der den Nikiasfrieden ablehnte und sich von einem Sizilienzug Ruhm und Macht versprach, plädierte für den Feldzug und überzeugte die Athener mit einer leidenschaftlichen Rede. Nikias wollte die Volksversammlung noch einmal zur Besinnung bringen: Man müsse eine zu gewaltige Flotte und ein zu großes Heer ausrüsten, wenn man denn Erfolg haben wollte. Bestürzt musste er feststellen, dass sich die Versammlung davon nicht abschrecken ließ – man rüstete nun tatsächlich eine Expedition aus, die größer war als die Vorgabe des Alkibiades. Allein die Zahlen der Expedition sind für die damalige Zeit durchaus beeindruckend: 134 Trieren (davon 100 aus Athen, der Rest Verbündete), 5100 Hopliten (davon 1500 Athener), 480 Bogenschützen, 700 Schleuderer, 30 Reiter (der einzige wirkliche Schwachpunkt, da die Stärke der Reiterei von Syrakus bekannt war); weiterhin 30 Frachter und 100 Kähne mit Getreide, dazu Bäcker, Steinmetzen, Bauleute sowie Belagerungsgerät. Viele Handelsschiffe schlossen sich der Flotte an. Mit der Führung wurden Nikias (gegen seinen Willen), Alkibiades und Lamachos, ein erfahrener General und Kriegsbefürworter, betraut.
Die allgemeine Begeisterung der Athener für das Unternehmen war groß, doch neben Nikias gab es weitere Skeptiker, z. B. Sokrates oder den Astronomen Meton, von dem Plutarch berichtet, dass er sein eigenes Haus in Brand setzte und so erreichte, dass man ihn für verrückt hielt und seinen Sohn von der Teilnahme an der Expedition freistellte.
Während des Peloponnesischen Krieges hatte Athen bereits 427 und 425 v. Chr. mit mäßigem Erfolg in Sizilien gegen Syrakus interveniert. Dennoch war dadurch das Interesse der Athener an einer Herrschaft über die Insel geweckt worden. Sizilien, Teil von Magna Graecia, galt den Griechen als die Neue Welt. Die Insel hatte in den vergangenen 200 Jahren einen glänzenden ökonomischen Aufschwung erlebt und war reich an Ressourcen, vor allem an Getreide. Teile der Insel, vor allem der Westen, gehörten zum Einflussgebiet Karthagos.
Zur Zeit der Kolonisierung durch die Griechen lebten Sikanen, Sikeler und Elymer auf der Insel. Segesta etwa war eine Stadt der Elymer, hatte aber dennoch seit 480 v. Chr. ein Hilfsabkommen mit Athen.
Syrakus war zu jener Zeit die größte Stadt in Sizilien, von der Größe und Einwohnerzahl her mit Athen (40.000 Einwohner) vergleichbar. Die Regierungsform war eine Demokratie, obwohl die Tyrannis eine längere Tradition besaß. Als Tochterstadt des dorischen Korinth, mit dem es enge Handelsbeziehungen unterhielt, war Syrakus ein natürlicher Verbündeter Spartas, des Erzfeindes von Athen.

## Die Überfahrt

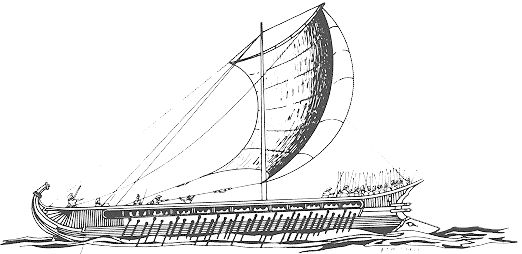
Triere

Der Auszug der Flotte im Sommer 415 v. Chr. wurde vom Hermenfrevel überschattet: In der Nacht vor dem Ablegen wurden in ganz Athen Hermes-Statuen, die man auch als Zeichen der attischen Demokratie betrachtete, verstümmelt. Man beschuldigte Alkibiades der Tat; ein Prozess wurde allerdings verschoben, um die Expedition nicht zu verzögern. Damit stiegen jedoch die Chancen für eine Verurteilung des Alkibiades während seiner Abwesenheit, was auch bald darauf geschah.

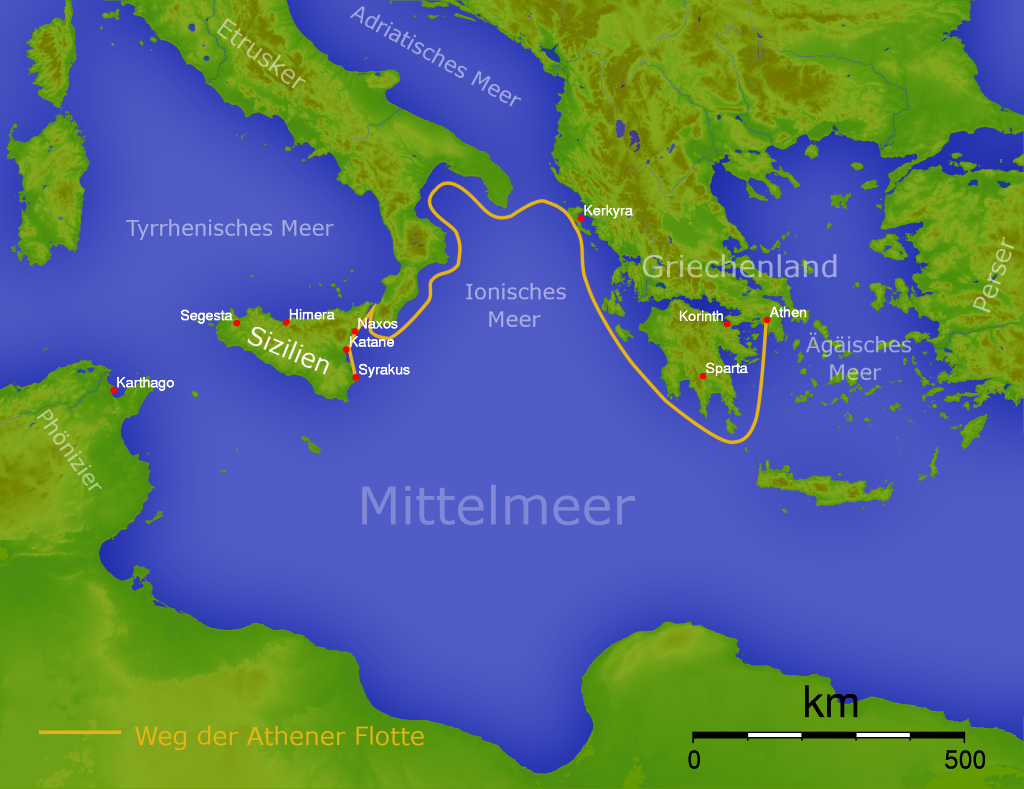
Der Weg der athenischen Flotte. Die Trieren waren nicht hochseetauglich, man fuhr daher in Küstennähe.

Die Flotte setzte zunächst nach Italien über, wo die griechischen Städte aus Angst, in den Krieg hineingezogen zu werden, die Aufnahme verweigerten. Nach Segesta vorausgeschickte Schiffe kehrten zur Flotte zurück und berichteten, dass das versprochene Geld nicht vorhanden sei. Man beschloss nach einigen Beratungen, bei denen Nikias vergeblich auf die baldige Rückkehr nach Athen drängte, zunächst in Sizilien Verbündete für einen Angriff auf Syrakus zu suchen. Unterdessen wurde Alkibiades nach Athen zurückberufen, um sich einem Prozess wegen des Hermenfrevels zu stellen. Auf dem Rückweg nach Athen entkam Alkibiades jedoch nach Sparta, das er in den folgenden Jahren im Kampf gegen seine Heimatstadt beraten sollte.
Die athenische Flotte fuhr währenddessen die Küste Siziliens entlang, gewann einige wenige Verbündete, wie die ionischen Poleis Naxos und Katane, eroberte die mit Segesta verfeindete sikanische Stadt Hykkara und widmete sich dem Sklavenhandel, während der Sommer verstrich. Bei Syrakus kam es zur ersten Feldschlacht mit dem syrakusischen Heer, die die Athener für sich entscheiden konnten. Da sich jedoch der Mangel an Kavallerie als schwerwiegend herausstellte, beschloss man, in Katane und Naxos zu überwintern und Verstärkung abzuwarten. Syrakus schickte ein Hilfsgesuch nach Korinth und Sparta, wo der Flüchtling Alkibiades die Spartaner aufstachelte und ihnen dazu riet, nicht nur Syrakus beizustehen, sondern auch Dekeleia bei Athen zu besetzen. Sparta schickte kein Heer, entsandte aber den erfahrenen General Gylippos. Nur Korinth beschloss die Entsendung einer Flotte.
Athen schickte unterdessen dem Expeditionsheer 250 Reiter zur Verstärkung und Geld, um 400 weitere anzuwerben. Die Expedition, die so erfolgversprechend gestartet worden war, sollte nun immer mehr Ressourcen Athens binden.

## Die Belagerung
Im Frühling 414 v. Chr. ergriffen die Athener wieder die Initiative (zum letzten Mal) und nahmen die Belagerung von Syrakus in Angriff. Durch einen Handstreich gelang es ihnen, das strategisch wichtige Epipolai (Hochfeld) nördlich der Stadt einzunehmen. Dies war die Voraussetzung, um die Stadt mit einem Belagerungsring zu umgeben und vom übrigen Festland abzuschneiden. Da man dank der starken Flotte auch die Seehoheit besaß, würde man alle Vorteile auf seiner Seite haben.

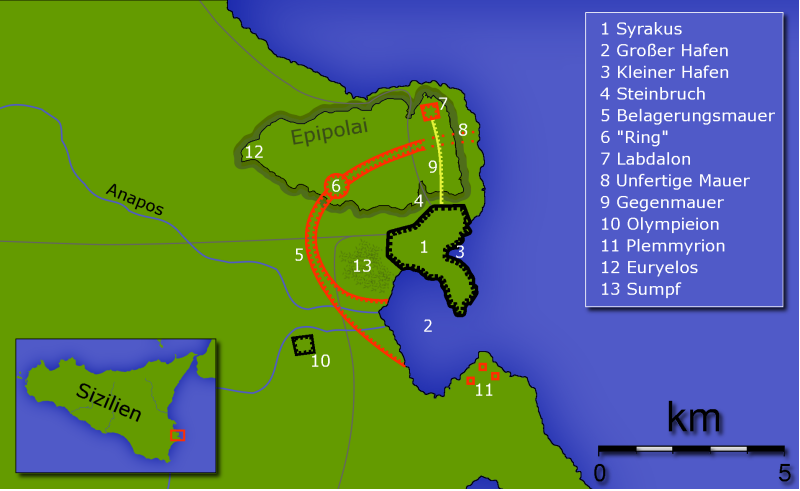
Ein möglicher Verlauf der Belagerungsmauern. Thukydides’ Angaben sind ungenau, der genaue Verlauf der Mauern ist unklar.

Unverzüglich baute man ein Fort am nördlichen Steilhang des Hochfelds (Labdalon) und ein weiteres näher an der Stadt, den wegen seiner Form so genannten Ring. Außerdem begann man, vom Ring ausgehend, in beiden Richtungen Belagerungsmauern zu errichten. Die Syrakuser versuchten, dies zu vereiteln. Zweimal bauten sie Gegenmauern, die senkrecht zur beabsichtigten Linie der athenischen Mauern verliefen; beide wurden von den Athenern zerstört. Es kam dabei zu mehreren Scharmützeln; der Athener General Lamachos wurde getötet, womit Nikias jetzt der alleinige Befehlshaber war.
Unterdessen nahm die athenische Flotte den Hafen ein. Drei Tage waren seit dem Beginn der Belagerung vergangen, und die Bauarbeiten an den Mauern machten schnelle Fortschritte. Bei diesen handelte es sich um doppelte Mauern: zwei Mauern mit einem Zwischenraum, so dass die Belagerer zusätzlich gegen Entsatzversuche vom Landesinneren geschützt waren. Der Abstand zwischen den Mauern wurde, je näher man dem Hafen kam, allmählich verbreitert, um letztendlich einen großen Teil (1.000 m) des zum Hafenbecken gehörenden Strandes einzuschließen. So fand die ganze athenische Flotte innerhalb des ummauerten Bereichs Platz.
Die Syrakuser sahen keine Hoffnung mehr und erwogen die Kapitulation. Doch dazu kam es nicht, denn kurz bevor das letzte Stück der nördlichen Mauer fertiggestellt werden konnte (die Steine dafür lagen schon bereit) und somit die Abriegelung komplett gewesen wäre, traf Gylippos ein. Der spartanische General war zunächst nach Himera in Nordsizilien gefahren und hatte ein 3000-köpfiges Heer auf die Beine gestellt.
Gylippos griff Labdalon an und eroberte das dortige Fort. Die Syrakuser begannen mit dem Bau einer Gegenmauer von der Stadt nach Labdalon und verwendeten dafür die Steine, die die Athener für ihre Mauer herbeitransportiert hatten. Die Athener mussten dies verhindern und es kam zu einer Schlacht, in der Gylippos siegte, so dass die Syrakuser ihre Mauer fertigstellen konnten. Die Schließung des athenischen Ringes um Syrakus war damit endgültig vereitelt, eine Vorentscheidung war gefallen.

## Die Belagerung der Belagerer
Nikias, der mündlichen Boten nicht zutraute, den Ernst der Lage eindringlich genug zu schildern, schickte einen Brief nach Athen, in dem er erklärte, dass die Belagerer nun selbst zu Belagerten geworden seien. Da nämlich die Ummauerung der Stadt unvollständig sei, könnten die Syrakuser zwischen der Stadt und dem übrigen Land frei verkehren, während die Athener auf den Bereich innerhalb ihrer Belagerungsmauern und den Hafen beschränkt seien. Nun seien sie selbst es, die unter Nahrungs- und Wassermangel litten. Er forderte die Erlaubnis zur Heimkehr oder aber beträchtliche Verstärkung. Athen beschloss letzteres und ernannte zwei Offiziere vor Ort, Menandros und Euthydemos, zu Strategen, um Nikias gleich zur Hand zu gehen. Außerdem wurden die erfahrenen Strategen Demosthenes und Eurymedon in Athen mit der Vorbereitung einer Hilfsexpedition beauftragt.
Syrakus erhielt Verstärkung aus Sparta, Korinth und dem übrigen Sizilien (ganz Sizilien ergriff inzwischen Partei für Syrakus); auch die syrakusische Flotte wurde aufgerüstet, während der Winter verstrich.
Im Frühjahr 413 v. Chr. wagte die mit 25 korinthischen Trieren verstärkte syrakusische Flotte eine Schlacht gegen die (traditionell überlegene) athenische Flotte im Hafen, die die Athener gewannen. Auf Seiten der Athener brannten vor allem die beiden neu ernannten Strategen Menandros und Euthydemos auf den Kampf noch vor Eintreffen der erwarteten Verstärkungen. Der vorsichtige Nikias hatte das Gefecht dagegen vermeiden wollen und sollte schließlich Recht behalten, denn während dieser Seeschlacht eroberte Gylippos mit dem Syrakuser Heer drei Athener Außenposten (Plemmyrion), die die Hafeneinfahrt kontrollierten – ein Verlust, der für die Athener später noch verhängnisvoll sein sollte.
Die Syrakuser nahmen inzwischen Neuerungen an ihren Trieren vor – sie verstärkten den Bug mit zusätzlichen Streben, um ein Bug-auf-Bug-Rammen zu ermöglichen. Dazu muss man wissen, dass die übliche Taktik von Trieren darin bestand, den Gegner mit dem Rammsporn in die Seite zu rammen, niemals jedoch in den Bug (letzteres nannte man „Steuermanns-Torheit“). Zum seitlichen Rammen war aber Raum zum Manövrieren erforderlich, an dem es im Syrakuser Hafenbecken mangelte. Dank des verstärkten Bugs konnten die Syrakuser nunmehr den frontalen Rammstoß wagen; dieser Vorteil war später folgenreich.
Während die Syrakuser eine dritte Schlacht vorbereiteten, trafen Demosthenes und Eurymedon mit der Verstärkung für die Athener ein: 73 Trieren mit 5.000 Hopliten und vielen Peltasten. Nikias und seine Truppen schöpften nun wieder Mut.
Die Athener unternahmen einen nächtlichen Angriff auf das Hochfeld, in der Hoffnung, die nördliche Mauer doch noch vollenden zu können. Dieser Angriff endete im Chaos – Kämpfe bei Nacht waren damals unüblich – und mit einer athenischen Niederlage.

## Das Ende

Das große Hafenbecken in Syrakus von der Insel Ortygia gesehen. Linksseitig ist die Hafeneinmündung erkennbar

Als nun Demosthenes die Heimkehr nach Athen empfahl, war es Nikias, der zögerte. Er fürchtete, für diesen Fehlschlag zur Verantwortung gezogen zu werden:
Er wisse wohl, dass es die Athener niemals gutheißen würden, wenn sie ohne Volksbeschluss abzögen. […] Auch viele der hier anwesenden Soldaten, ja die meisten, sagte er, die jetzt zeterten, welche Not sie auszustehen hätten, würden, wenn sie erst zu Hause wären, das umgekehrte Geschrei erheben über Bestechung und schmählichen Verrat der Feldherrn. Darum wolle er selbst, der die Art der Athener kenne, statt mit Schimpf und Schande in Athen ungerecht den Tod zu erleiden, lieber vorm Feind […] fallen. (Buch VII, Kap. 48, übersetzt von G. P. Landmann)
Zudem war er überzeugt, dass die Lage der Syrakuser noch schlechter sei als die der Athener.

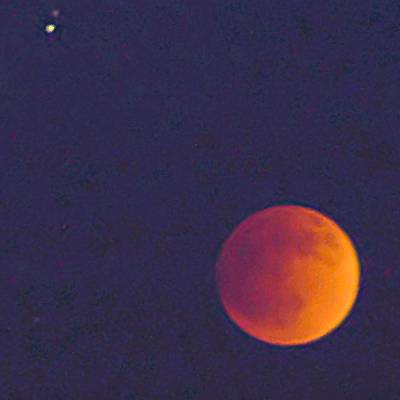
Mondfinsternis

Erst als die Syrakuser kurz darauf weitere Verstärkung erhielten, war auch Nikias einverstanden und man rüstete heimlich für die Heimfahrt. Als jedoch alles zur Abfahrt bereit war, ereignete sich eine Mondfinsternis. Die Athener, vor allem Nikias, werteten dies als schlechtes Omen und beschlossen auf den Rat ihrer Seher, drei mal neun Tage abzuwarten.
Die Syrakuser erfuhren von den heimlichen Fluchtplänen der Athener, fühlten sich ermutigt und beschlossen nun, sie nicht entkommen zu lassen. Sie versperrten die über 1 km breite Hafenmündung mit quergestellten Schiffen. Als den Athenern die Nahrungsmittel ausgingen, versuchten sie den Durchbruch. Sie gaben bis auf den Strand ihre Mauern auf und bemannten ihre verbliebenen 110 Trieren; nur die Kranken verblieben am Ufer.
Im ca. 4 km × 2,5 km großen Hafenbecken entbrannte eine Schlacht, wobei die ca. 200 beteiligten Trieren – bei 200 Mann pro Triere also 40.000 Kämpfende bzw. Rudernde – kaum Raum zum Manövrieren hatten; oft verkeilten sich mehrere Schiffe ineinander und gingen unter. Den Athenern gelang es nicht, die Sperre zu durchbrechen, so dass sie sich an den Strand zurückziehen mussten.
Demosthenes schlug vor, am nächsten Morgen mit den nunmehr verbleibenden 60 Trieren einen erneuten Versuch zu unternehmen (die Syrakuser hatten auch nur noch 50 Schiffe). Nikias stimmte zu, doch die Schiffsbesatzungen waren demoralisiert und weigerten sich zu gehorchen.

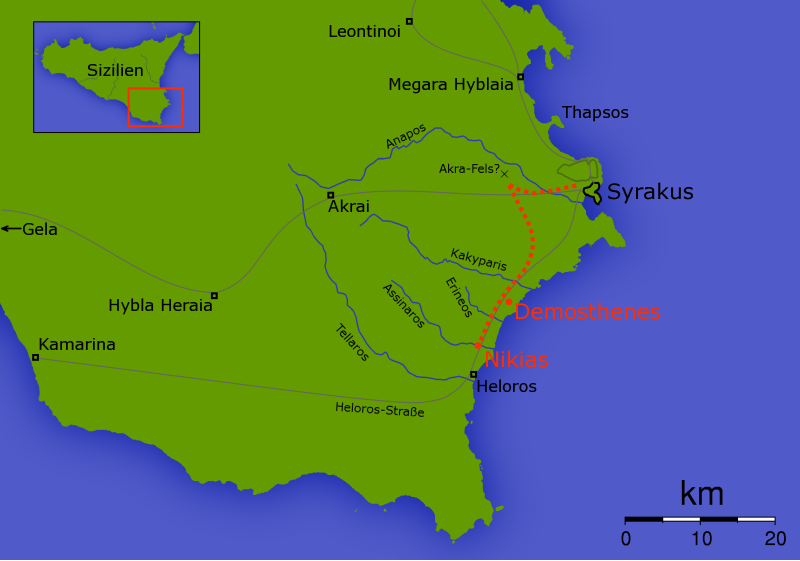
Ungefähre Rückzugsroute der 40.000. Markiert sind der ungefähre Ort, wo sich die Nachhut ergab (Demosthenes) und wo das Gemetzel am Assinaros passierte (Nikias).

Man beschloss daher, einen Ausbruchsversuch auf dem Landweg zu unternehmen und sich noch in der gleichen Nacht ins von den neutralen Sikelern beherrschte Landesinnere durchzuschlagen. Die Syrakuser streuten jedoch das Gerücht aus, die Wege seien bereits von ihren Truppen versperrt, woraufhin die Athener den Aufbruch auf den übernächsten Tag verschoben. Diese Verzögerung gab den Syrakusern Zeit, Engpässe zu besetzen und Wegsperren zu errichten.
Als die Athener endlich aufbrachen (wobei sie die Kranken zurückließen), waren es angeblich immer noch 40.000 Mann, die marschfähig waren. Ihre Zahl wurde jedoch rasch kleiner. Sie wurden ständig von Reitern und Bogenschützen angegriffen, litten unter Wasser- und Nahrungsmangel und mussten sich teilweise jeden Meter Weges freikämpfen. Das ursprüngliche Ziel, das Landesinnere, erwies sich nach zwei Tagen als unerreichbar, da die Syrakuser einen Engpass besetzt und vermauert hatten. Nach mehreren vergeblichen Versuchen der Athener, diesen zu überwinden, beschlossen Nikias und Demosthenes nun nach Süden zu marschieren, denn der Weg zum verbündeten Katane im Norden war ebenfalls versperrt.
Nach vier Tagen verlor während eines Nachtmarsches die Nachhut unter Demosthenes den Anschluss und wurde von der Hauptstreitmacht abgeschnitten. Diese 6.000 Mann wurden am Fluss Kakyparis (heute Cassibile, 14 km südlich von Syrakus) eingekreist. Sie ergaben sich, nachdem man ihnen Schonung versprochen hatte.
Nikias und der Rest des Heeres marschierten noch einen Tag. Am Fluss Assinaros wurden sie gestellt. Es kam zu einem blutigen Gefecht, bei dem die entkräfteten Athener unterlagen. Thukydides schildert das Geschehen mit nüchternen Worten:
Die Athener eilten vorwärts an den Assinaros, teils gejagt von dem allseitigen Angriff vieler Reiter und des übrigen Haufens, sie merkten, es würde ihnen leichter werden, wenn sie erst überm Fluß wären, teils auch wegen ihrer Abmattung und aus Begier zu trinken. Als sie hinkamen, stürzten sie sich hinein in aufgelöster Ordnung, ein jeder wollte der erste drüben sein, und die nachdrängenden Feinde machten den Übergang nachgerade schwierig. Dann zu geschlossenem Zug gezwungen, stürzten sie übereinander und traten sich nieder, wobei die einen wegen der Speere und des Gepäcks sofort umkamen, andere im Schlamm hängenblieben und weggeschwemmt wurden. Am anderen Ufer stellten sich die Syrakuser auf (es war Steilhang) und schossen von oben auf die Athener, von denen die meisten begierig tranken und in der Krümmung des Flusses sich selber in die Quere kamen. Die Peloponnesier stiegen nieder, ihnen entgegen, und schlachteten die im Flusse fast alle hin. Das Wasser war auch sofort verdorben und wurde trotzdem getrunken, schlammig und blutig wie es war, und die Menge raufte sich darum. (Buch VII, Kap. 84. übers. von G. P. Landmann)
Nikias ergab sich Gylippos mit der Bitte, die verbliebenen Athener zu schonen. Dem kam Gylippos nach; der Rest des Heeres wurde gefangen genommen. Einem großen Teil des Heeres (Thukydides nennt keine Zahl) war jedoch während des Marsches die Flucht gelungen. Sowohl Nikias als auch Demosthenes wurden von den Syrakusern hingerichtet – gegen den Willen Gylippos’, der die beiden Athener Generäle gern als Trophäen nach Sparta gebracht hätte, besonders Demosthenes, der Sparta zehn Jahre zuvor in der Schlacht von Sphakteria eine folgenschwere Niederlage beigebracht hatte.
Die Gefangenen, insgesamt 7.000, wurden in einem Steinbruch bei Syrakus zusammengepfercht, wo jene, die nicht als Sklaven verkauft wurden, unter elenden Zuständen starben.

## Folgen der sizilischen Expedition
In Athen stieß die Nachricht von der Vernichtung des Expeditionsheeres auf Unglauben, selbst heimkehrenden Überlebenden wurde zunächst kein Glauben geschenkt. Als man allmählich die Wahrheit erkannte, wich die Empörung über die Politiker und Wahrsager, die zur Expedition geraten hatten, schnell der Verzweiflung. Der Verlust der Flotte war noch am leichtesten zu verschmerzen – die damaligen Schiffe hatten ohnehin keine lange Lebensdauer –, wenn freilich auch ein Rückschlag, zumal die Versorgung Athens mit Holz zum damaligen Zeitpunkt problematisch war. Schwerer wog jedoch der Verlust an Menschenleben, gerade nach den vorherigen verlustreichen Ereignissen (Tod durch die Pest und die vorangegangenen Expeditionen und Kämpfe). Auch der Ansehensverlust Athens innerhalb des Attischen Seebundes und in ganz Griechenland war enorm. Bisher neutrale Stadtstaaten waren nun bereit, gegen Athen Partei zu ergreifen. Zudem hatte sich Sparta in der letzten Phase der Expedition in der Festung Dekeleia in Attika festgesetzt und band so athenische Ressourcen. Athen hatte seine Macht überschätzt. Der Peloponnesische Krieg dauerte zwar noch neun weitere Jahre, doch die Niederlage Athens war nun absehbar.
Eine gewisse Ironie dieses Geschehens liegt darin, dass – Thukydides zufolge – noch beim Ausbruch des Peloponnesischen Krieges der große Athener Stratege Perikles seine Landsleute gewarnt hatte:
Noch manch andere Hoffnung habe ich, dass wir gewinnen, wenn ihr euch entschließt, euer Reich nicht zu erweitern, solange ihr Krieg habt, und nicht freiwillig noch mehr Gefahren sucht. Fürchte ich doch weit mehr unsere eigenen Fehler als die Anschläge unserer Gegner. (Buch I, Kap. 144, übers. von G.P. Landmann)
Dabei ist zu berücksichtigen, was Thukydides selbst zur Authentizität der Reden in seinem Werk einschränkend angemerkt hat, wobei er bei der Kriegsrede des Perikles noch am ehesten selbst anwesend gewesen sein dürfte.
Bemerkenswert ist auch, dass die größte Niederlage Athens im Peloponnesischen Krieg ohne Beteiligung eines spartanischen Heeres zustande gekommen war: Sparta war ja nur durch Gylippos vertreten.

## Quellen

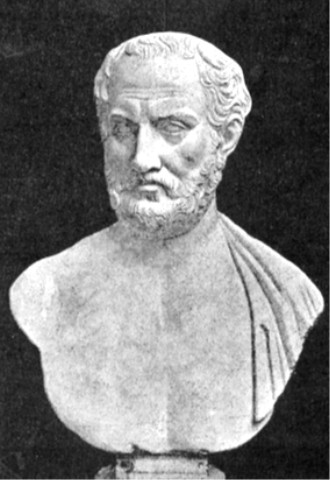
Thukydides